# Kuzören, Tercan
Kuzören là một xã thuộc huyện Tercan, tỉnh Erzincan, Thổ Nhĩ Kỳ. Dân số thời điểm năm 2010 là 37 người.